# Denbigh Castle
Denbigh Castle ist eine Burgruine in Denbighshire in Wales. Die als Kulturdenkmal der Kategorie Grade I klassifizierte und als Scheduled Monument geschützte Ruine wurde zwar nicht direkt durch den englischen König Eduard I. errichtet, gehörte aber mit zu seinem aufwändigen Burgenbauprogramm zur Sicherung der Eroberung von Wales.

## Lage
Die Ruine liegt auf einer Anhöhe am südlichen Ende der Altstadt von Denbigh im Vale of Clwyd.

## Geschichte
Der Name Denbigh stammt vom walisischen Dynbych, was kleine Festung bedeutet.
Bereits während der Eisenzeit wurde auf dem günstig gelegenen Hügel ein Hillfort errichtet. Spätestens zu Beginn des 13. Jahrhunderts befand sich auf dem Felsen eine walisische Burg. 1230 traf Llywelyn ab Iorwerth, der Fürst von Gwynedd, in Denbigh den Abt der englischen Zisterzienserabtei Vaudey, der ihm einen Brief König Heinrichs III. überbrachte. Nach dem Vertrag von Aberconwy überließ König Eduard I. 1277 Dafydd ap Gruffydd, dem jüngeren Bruder des walisischen Fürsten Llywelyn ap Gruffydd die beiden Cantrefi Rhufoniog und Dyffryn Clwyd. Denbigh Castle diente Dafydd vermutlich als Residenz, die er ausbauen ließ. Die Burg wurde 1282 während der Eroberung von Wales erst nach einmonatiger Belagerung erobert. Eduard I. vergab Rhufoniog mit Denbigh Castle an seinen Vertrauten Henry de Lacy, 3. Earl of Lincoln. De Lacy ließ alle Reste der walisischen Burg abreißen und begann, vermutlich mit finanzieller Unterstützung durch den englischen König, mit dem Bau einer neuen Burg sowie eines angrenzenden Borough, das wie Conwy und Caernarfon mit einer Stadtmauer befestigt wurde.
Bis 1292 wurden die West- und Südseiten der Burg sowie die Stadtbefestigung errichtet. Die noch im Bau befindliche Burg wurde während des walisischen Aufstands von 1294 von dem Rebellenführer Madog ap Llywelyn erobert. Nach der Niederschlagung des Aufstands wurden die Pläne der Burg durch den königlichen Baumeister James of St. George überarbeitet. Vermutlich nach seinen Entwürfen wurden die bisherigen Mauern verstärkt sowie die Nord- und Ostseite und das schwer befestigte Haupttor errichtet. 1308 ertrank Edmund de Lacy, der einzige Sohn von Henry de Lacy, im Burgbrunnen. Nachdem de Lacy so 1311 ohne männliche Nachkommen gestorben war, wechselte die Burg in der Folge mehrmals den Besitzer, weshalb sie nie vollendet wurde. Die neuen Besitzer besuchten die aufwändig zu unterhaltende Burg nur sporadisch. Nach dem Tod von Henry de Lacy erbte zunächst sein Schwiegersohn Thomas Plantagenet, 2. Earl of Lancaster die Burg. Nach dessen Hinrichtung fiel sie 1322 an den älteren Hugh le Despenser, nach dessen Sturz 1326 an Roger Mortimer, 1331 an William Montagu, 1. Earl of Salisbury und 1354 an Roger Mortimer, 2. Earl of March. Die mächtige Anlage widerstand 1400 dem Angriff von Owain Glyndŵr. Durch Erbschaft fiel die Burg 1425 an Richard of York, so dass sie während der Rosenkriege ein Hauptstützpunkt der Yorkisten in Nordwales wurde. Die Region wurde deshalb mehrfach von Lancastrianern unter Jasper Tudor geplündert. 1468 versuchte Jasper Tudor zusammen mit Dafydd ap Siencyn die Burg im Handstreich zu erobern, doch gelang es ihnen nur, die Stadt zu plündern und niederzubrennen. Nach dem Ende der Rosenkriege verlor die Burg ihre militärische Bedeutung und verfiel.
Während des englischen Bürgerkriegs wurden Denbigh von dem royalistischen Oberst William Salesbury verteidigt, der die Burg instand setzen ließ. Im September 1645 besuchte König Karl I. die Burg. Nach neunmonatiger Belagerung durch Parlamentstruppen unter den Generälen Middleton und Mytton erlaubte der König Salesbury schließlich die Kapitulation, und am 26. Oktober 1646 übergab Salesbury die Burg als letzte größere Festung der Royalisten. Danach diente die Burg als Kriegsgefangenenlager, das zweimal vergeblich von Royalisten unter Major Dolben und Captain Chambres angegriffen wurde, die die Gefangenen befreien wollten. Nach 1660 wurde die Burg schließlich geschleift und als Steinbruch genutzt.
Heute wird die Ruine von Cadw betreut und ist zu besichtigen.

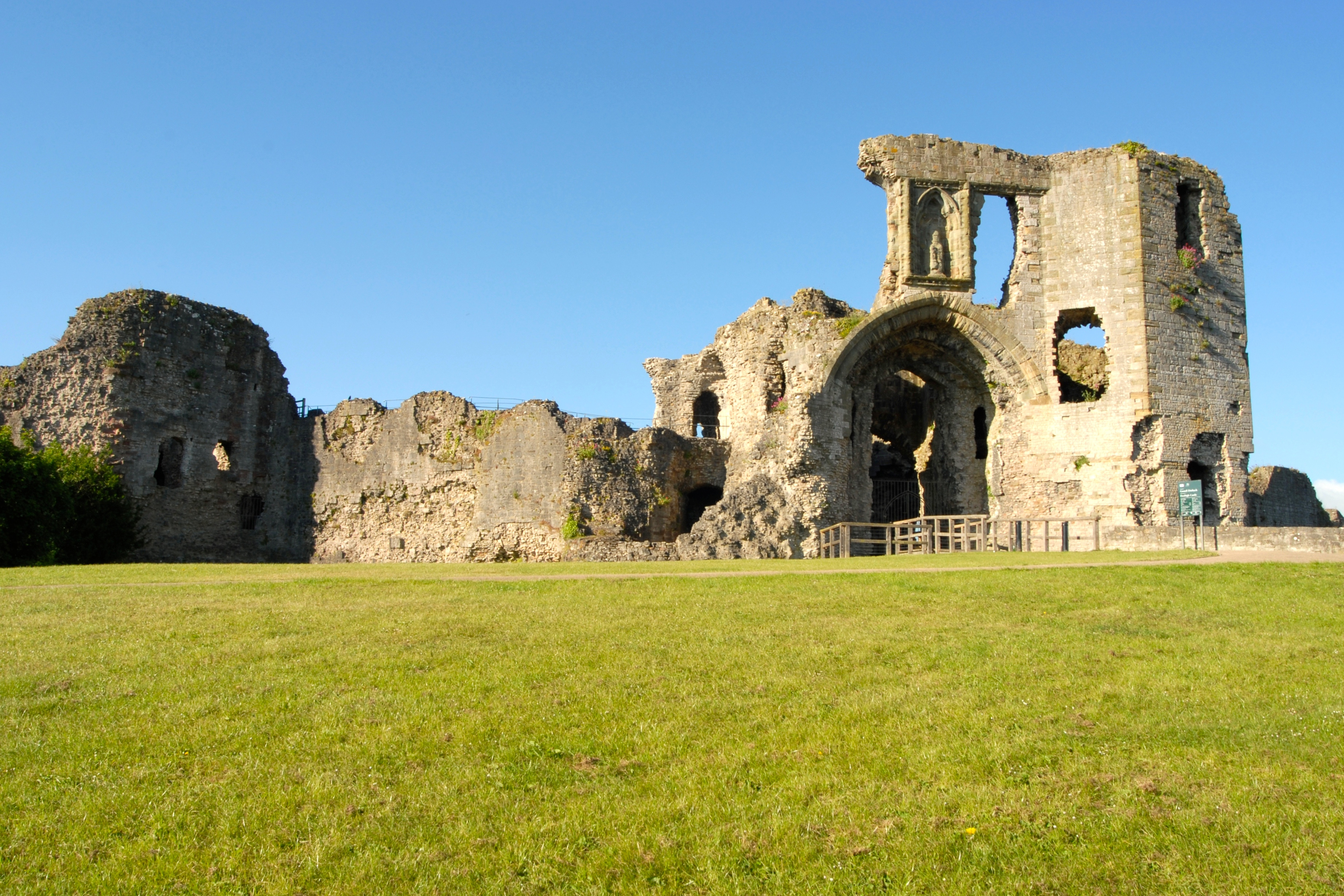
Ruine des Torhauses

## Anlage
Die Burg wurde aus roh behauenem Kalkstein errichtet. Durch die Nutzung als Steinbruch sind weite Teile der Anlage zerstört. Die Burg war von einer ovalen Ringmauer umgeben, die Südseite wurde zusätzlich durch einen trockenen Graben geschützt. Im Norden und Osten der Burg befand sich die ebenfalls durch eine steinerne Mauer umschlossene Stadt, im Süden und Westen war die Burg durch eine niedrigere äußere Mauer geschützt. Das Haupttor der Burg befand sich an der Nordseite, ein Ausfalltor war im Südosten der Anlage. Es führte erst in den Zwinger zwischen der äußeren und der inneren Burgmauer und über Stufen zu einem äußeren, durch einen halbrunden Turm geschützten Tor am Fuß des Burgfelsens.
Die Ringmauer umschließt einen weiten, etwa 100 mal 50 m breiten Burghof. Die älteren südlichen und westlichen Mauern besitzen vier D-förmige Türme. Die später errichteten östlichen und nördlichen Mauern sind wesentlich stärker ausgeführt und besitzen, vermutlich nach dem Vorbild von Caernarfon Castle, drei mächtige polygonale Türme. Das ungewöhnliche Haupttor, das als das am stärksten befestigte Tor der Burgen König Eduards I. gilt, wird von zwei polygonalen, ursprünglich dreigeschossigen Türmen flankiert. Über dem Tor befindet sich ein Bogenfeld, dessen mittleres Feld eine sitzende Statue enthält, die vermutlich König Eduard I. darstellt. Der Tordurchgang war schwer mit einer Zugbrücke, zwei Toren, zwei Fallgattern sowie einer Reihe von Mörderlöchern und seitlichen Schießscharten befestigt. Er führt nicht geradeaus, sondern zuerst in eine ehemals gewölbte, achteckige Halle, von der aus ein weiterer Durchgang nach rechts in den Burghof führt. Die Rückseite des Torhauses bildet ein mächtiger, Badnes Tower genannte Achteckturm. Dieser Turm enthielt eine Wendeltreppe, die in das Obergeschoss des Torhauses führte, das die Wohnung des Constable der Burg enthielt.
Westlich der Torburg befindet sich der achteckige Red Tower, an dessen Nordseite auch die Stadtmauer grenzte. Östlich der Torburg befindet sich der Küchenturm, der auch King's Tower genannt wird, seit Karl I. 1645 in dem Turm übernachtet hatte. Zwischen diesem Turm und dem White Chamber Tower, der die Privaträume des Burgherrn enthielt, lag der Palas mit der großen Halle. Im Südwesten der Burg befanden sich die Green Chambers, ein im 14. Jahrhundert errichtetes weiteres Wohngebäude mit einem ursprünglich gewölbten Erdgeschoss. Seinen Namen erhielt der Bau vermutlich von dem grünlichen Steinen, die als Baumaterial dienten. Südlich der Green Chambers liegt der Postern Tower, neben dem sich das Ausfalltor befand und an den sich von außen die Stadtmauer anschloss. An die Innenseiten der südlichen und westlichen Mauern waren weitere Gebäude angebaut, die Ställe, Werkstätten und weitere Wirtschaftsgebäude enthielten.
Nördlich der Burg steht noch der Kirchturm der Kapelle St Hilary, deren Langhaus 1923 abgebrochen wurde.